# The DEFinition
The DEFinition è un album in studio del cantante hip hop statunitense LL Cool J, pubblicato nel 2004.

## Tracce
1. Headsprung - feat. Timbaland
2. Rub My Back
3. I'm About to Get Her - feat. R. Kelly
4. Move Somethin'
5. Hush - feat. 7 Aurelius, Paul Bushnell & Paul Graham
6. Every Sip - feat. Candice Nelson
7. Shake It Baby
8. Can't Explain It - feat. Candice Nelson
9. Feel the Beat
10. Apple Cobbler
11. 1 in the Morning

## Classifiche
- Billboard 200 - #4